# Västindiskt citrongräs
Västindiskt citrongräs, eller enbart citrongräs, (Cymbopogon citratus) är en flerårig växt som används mycket inom asiatisk matlagning, främst det thailändska köket. Som krydda ger den en mild citronsmak. Växtens olja, citral, används inom parfymindustrin och läkemedelsindustrin.
Citrongräs kan bli nästan 2 meter högt och har sitt ursprung i den malaysiska övärlden.

### Fotnoter
1. ↑  ”Citrongräs”. Shenet. Arkiverad från originalet den 17 augusti 2010. https://web.archive.org/web/20100817200454/http://www.shenet.se/vaxter/citrongras.html. Läst 9 juli 2010.
2. 1 2 3  ”Citrongräs”. Odla.nu. Arkiverad från originalet den 9 april 2009. https://web.archive.org/web/20090409155638/http://odla.nu/krydd/citrong.shtml. Läst 9 juli 2010.
3. 1 2  ”citrongräs”. Nationalencyklopedin. http://www.ne.se/uppslagsverk/encyklopedi/l%C3%A5ng/citrongr%C3%A4s. Läst 2 maj 2016.
4. ↑   Handbok om örter. Globe Förlaget. 2007. sid. 102. ISBN 91-7166-048-8